# Thomas Steu
Thomas Steu (Bludenz, 9 de febrero de 1994) es un deportista austríaco que compite en luge en la modalidad doble.
Participó en dos Juegos Olímpicos de Invierno, obteniendo dos medallas en Pekín 2022, plata por equipo (junto con Madeleine Egle, Wolfgang Kindl y Lorenz Koller) y bronce en doble, y el cuarto lugar en Pyeongchang 2018.
Ganó ocho medallas en el Campeonato Mundial de Luge entre los años 2019 y 2025, y cinco medallas en el Campeonato Europeo de Luge entre los años 2017 y 2024.

## Palmarés internacional
| Juegos Olímpicos   | Juegos Olímpicos      | Juegos Olímpicos  | Juegos Olímpicos  |
| Año                | Lugar                 | Medalla           | Prueba            |
| ------------------ | --------------------- | ----------------- | ----------------- |
| 2022               | Pekín (China)         | Medalla de plata  | Equipo            |
| 2022               | Pekín (China)         | Medalla de bronce | Doble             |
| Campeonato Mundial |                       |                   |                   |
| Año                | Lugar                 | Medalla           | Prueba            |
| 2019               | Winterberg (Alemania) | Medalla de plata  | Equipo            |
| 2019               | Winterberg (Alemania) | Medalla de bronce | Doble             |
| 2019               | Winterberg (Alemania) | Medalla de bronce | Doble (velocidad) |
| 2021               | Königssee (Alemania)  | Medalla de oro    | Equipo            |
| 2024               | Altenberg (Alemania)  | Medalla de plata  | Doble             |
| 2024               | Altenberg (Alemania)  | Medalla de plata  | Doble (velocidad) |
| 2025               | Whistler (Canadá)     | Medalla de oro    | Doble mixto       |
| 2025               | Whistler (Canadá)     | Medalla de plata  | Equipo            |
| Campeonato Europeo |                       |                   |                   |
| Año                | Lugar                 | Medalla           | Prueba            |
| 2017               | Königssee (Alemania)  | Medalla de plata  | Equipo            |
| 2020               | Lillehammer (Noruega) | Medalla de oro    | Equipo            |
| 2020               | Lillehammer (Noruega) | Medalla de plata  | Doble             |
| 2024               | Igls (Austria)        | Medalla de oro    | Doble             |
| 2024               | Igls (Austria)        | Medalla de oro    | Equipo            |